# Elkins, Arkansas
Elkins är en ort i Washington County i delstaten Arkansas, USA.